# Scaptodrosophila divergens
Scaptodrosophila divergens är en tvåvingeart som beskrevs av Oswald Duda 1924. Scaptodrosophila divergens ingår i släktet Scaptodrosophila och familjen daggflugor.
Artens utbredningsområde är Taiwan. Inga underarter finns listade i Catalogue of Life.